# Hanns Reeger
Hanns Reeger (* 25. Februar 1883 in Kiel; † 7. Juni 1965 in Talheim (Landkreis Heilbronn); auch Hans Reeger) war ein deutscher Maler. 1963 wurde er Ehrenbürger von Talheim (Landkreis Heilbronn), wo er seit der Zeit nach dem Ersten Weltkrieg gelebt und gearbeitet hatte.

## Leben
Hanns Reeger wurde in Kiel geboren und konnte im Anschluss an seine Schulzeit durch ein Stipendium der Stadt Kiel in Leipzig, Stuttgart, München und Karlsruhe studieren. In Karlsruhe wurde er von seinen Lehrern Hans Thoma, Wilhelm Trübner, Christian Landenberger und Gustav Schönleber beeinflusst. Eine Studienreise führte ihn ins württembergische Talheim, wo ihn 1914 seine Einberufung zum Militär erreichte. Nach dem Ende des Ersten Weltkriegs kehrte Reeger nach Talheim zurück, wo er Anna Gmelich (1889–1956) heiratete und sich ein Haus erbaute. Reeger zählte rasch zu dem kulturell interessierten Personenkreis um den Talheimer Lehrer Christian Leichtle (1892–1949), dem Gründer und ersten Leiter der Heilbronner Volkshochschule. Über dessen Anregung wurde er in die Heilbronner Freimaurerloge Zum Brunnen des Heils aufgenommen, wo er u. a. den Autoren Hans Franke und verschiedene Honoratioren kennenlernte. Franke publizierte bereits in den 1930er Jahren über Reeger.

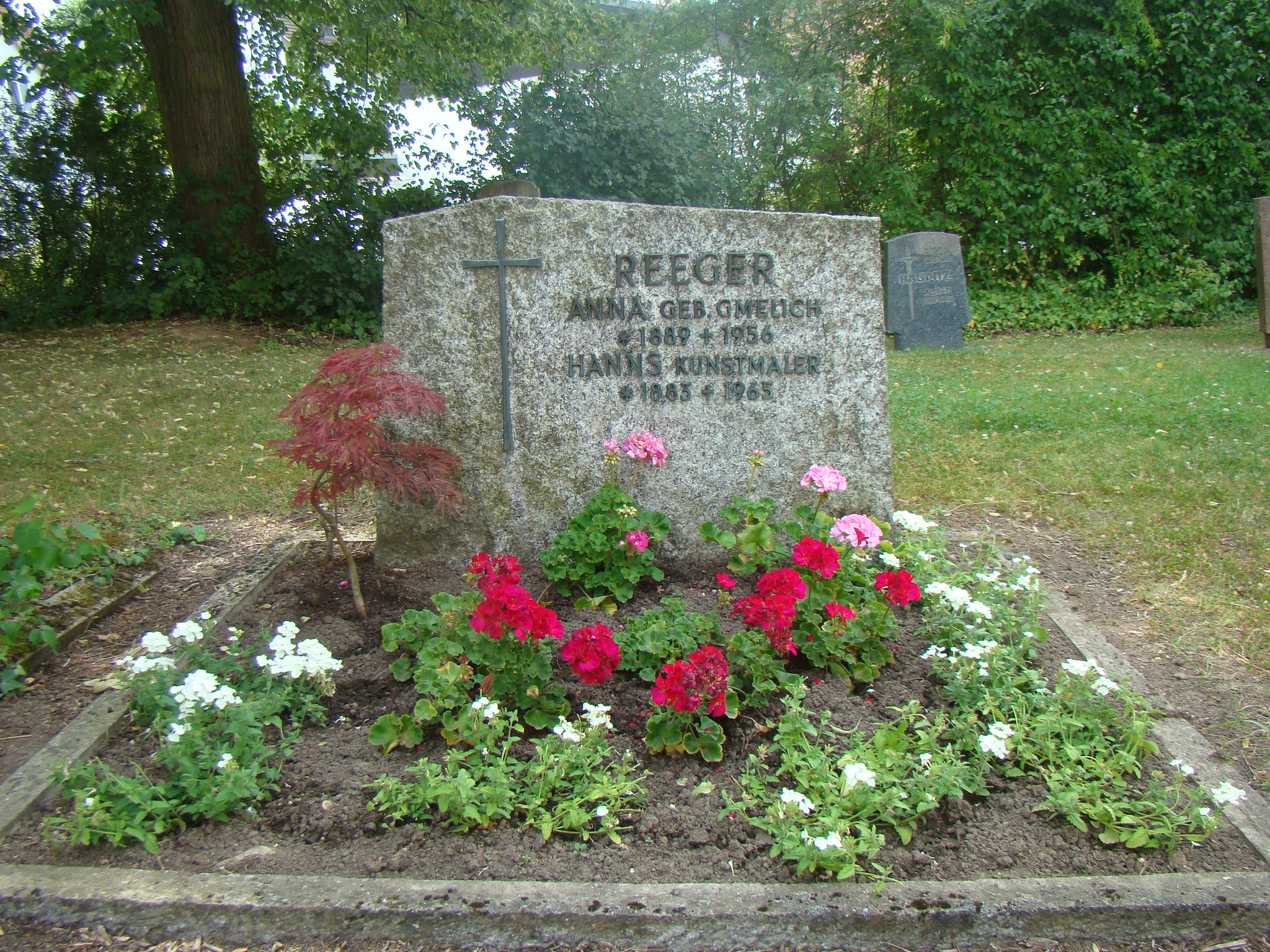
Grab von Hanns Reeger und seiner Frau Anna in Talheim

Reegers künstlerisches Werk umfasst Öl- und Pastellbilder, Zeichnungen und Holzschnitte. Neben von seiner Militärzeit beeinflussten Werken wie der Litho-Serie Krieg und Frieden sind insbesondere zahlreiche Porträts, Stillleben und Ansichten von Talheimer Motiven, außerdem auch religiöse Bilder zu nennen. In Heilbronn wirkte er 1946 an der Wiederherstellung der historischen Uhr am Heilbronner Rathaus mit. Seine späten Jahre nach dem Tod seiner Frau verbrachte er meist zurückgezogen in seinem Talheimer Anwesen. Zu seinem 80. Geburtstag wurde Reeger 1963 Ehrenmitglied des Heilbronner Künstlerbundes und Ehrenbürger seiner Heimatgemeinde Talheim.
Reeger hat einen bedeutenden Teil seines künstlerischen Nachlasses seiner Heimatgemeinde Talheim vermacht, die seine Werke 1985 bei einer Ausstellung im Rathaus präsentierte und den Hanns-Reeger-Weg nach ihm benannt hat. Der größte Teil seines Nachlasses ging an die Städtischen Museen Heilbronn. Sein Grab auf dem alten Friedhof bei der evangelischen Kilianskirche in Talheim ist erhalten.